# Aleksandras Stulginskis

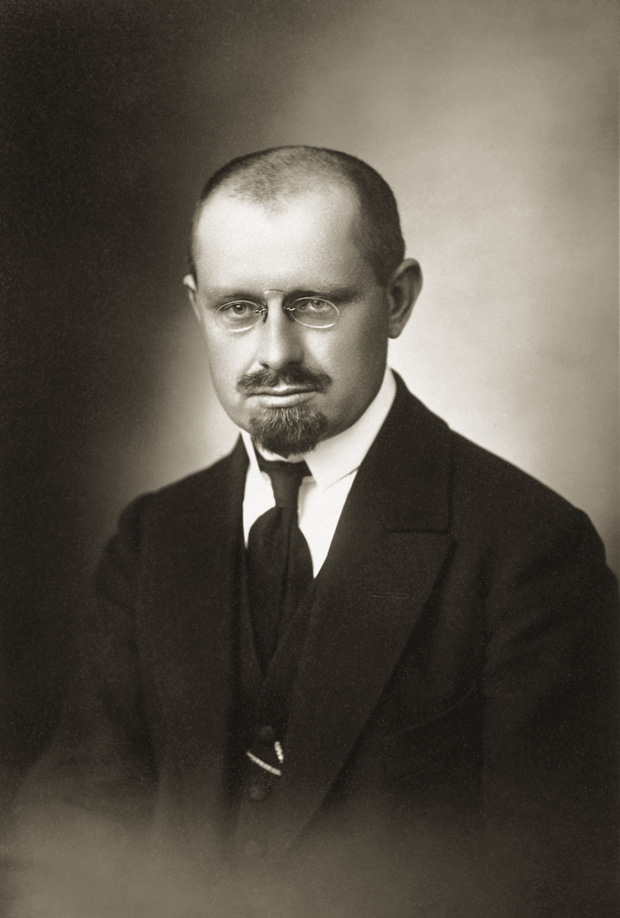
Aleksandras Stulginskis

Aleksandras Stulginskis (Kutaliai, 26 februari 1885 - Kaunas, 22 september 1969) was een Litouws christendemocratisch politicus. 
Stulginskis stamde uit een boerengeslacht. Hij studeerde voor het (rooms-katholiek) priesterschap aan het Samogitisch priesterseminarie in Kaunas en later aan het seminarie van Innsbruck. Uiteindelijk besloot hij zijn priesteropleiding te staken en studeerde hij landbouwwetenschappen in Halle (Duitsland). In 1913 keerde hij naar Litouwen terug en werkte er als landbouwkundige. Vanaf 1914 was hij redacteur van een Litouwse nationalistische krant. 
Tijdens de Eerste Wereldoorlog was Stulginskis lid van het Centraal Comité van de Litouwse Hulporganisatie die zich vooral inzette voor oorlogsslachtoffers. In 1917 was hij medeoprichter van de Litouwse Christendemocratische Partij (LKDP). In hetzelfde jaar werd hij in de Litouwse Raad gekozen, een soort regentschapsraad of voorlopig bestuur. De Duitsers die op dat moment Litouwen hadden bezet, en Antanas Smetona, een Litouwse nationalist, wilden van Litouwen een koninkrijk maken met de Duitse hertog Willem van Urach als koning onder de naam Mindaugas II. Stulginskis verzette zich hevig tegen het koningschap van de Duitse prins, omdat hij vreesde dat Litouwen dan een soort Duitse kolonie zou worden. Daarnaast was hij voorstander van een republiek.
In november 1918 capituleerde Duitsland en werd Litouwen een onafhankelijke republiek. Met hulp van Duitse vrijkorpsen en het Litouwse leger werd het Rode Leger verjaagd. In 1920 werd Stulginskis tot president van Litouwen gekozen. Hij bleef president tot 1926, toen dr. Kazys Grinius tot president werd gekozen. 
Na de staatsgreep van 17 december 1926 door Antanas Smetona, werd Stulginskis tot voorzitter van het parlement benoemd. Toen Smetona in 1927 het parlement naar huis stuurde, verzette Stulginskis zich hiertegen. Als protest trok hij zich uit de politiek terug. Hij kocht een landgoed in het district Kretinga en wijdde zich in het vervolg aan het runnen van zijn nieuwe landgoed. Daarnaast schreef hij artikelen voor een tijdschrift.
In 1938 was Stulginskis voorzitter van het Eerste Litouwse Wereldcongres. Hij sprak zich tijdens dit congres uit voor het herstel van de democratie in zijn land. 
Na de Sovjet-Russische bezetting van Litouwen in juni 1940, werd hij aanvankelijk ongemoeid gelaten. Een jaar later, in juni 1941 werd hij naar Krasnojarsk gedeporteerd. Zijn vrouw werd naar de republiek Komi gedeporteerd. Pas in 1952 volgde hun proces: ze werden tot 25 jaar strafkamp veroordeeld. 
Na de dood van Stalin (1953) diende Stulginskis een verzoek in bij de nieuwe sovjetregering om te worden vrijgelaten. Uiteindelijk werden Stulginskis en zijn vrouw in 1956 vrijgelaten en keerden zij naar Litouwen terug.
Aleksandras Stulginskis stierf op 84-jarige leeftijd in 1969.